# Capucin gris
Lonchura caniceps
Espèce
Statut de conservation UICN

 LC  : Préoccupation mineure
Le Capucin gris (Lonchura caniceps) est une espèce de passereau appartenant à la famille des Estrildidae.

## Répartition
Il est endémique en Papouasie-Nouvelle-Guinée.